# Stack 'em High
Stack 'em High è un album discografico di Max Paparella e Paolo "Apollo" Negri, pubblicato nel 2008 dalla Hammondbeat Records.

## Tracce
1. Leo's Party – 4:34
2. Bliss – 3:17
3. 6 A.M. – 3:39
4. Stack 'Em High – 6:07
5. After Breakfast – 4:24
6. To The City – 5:01
7. Don't Be Afraid – 4:21
8. Move On – 6:01
9. Jaywalkin' – 6:01
10. One Way Ticket – 6:53

## Musicisti
- Massimo "Max" Paparella - organo Hammond, pianoforte, Pianoforte elettrico, organo, sintetizzatore, minimoog
- Paolo Negri - organo Hammond, pianoforte elettrico, organo, Minimoog
- Simone Stefanini - chitarrista
- Marco Bergami - sassofonista